# پر هانسون
پر یوهان آکه هانسون (به سوئدی: Pär Johan Åke Hansson) (زادهٔ ۲۲ ژوئن ۱۹۸۶) دروازه‌بان فوتبال سوئدی است که هم‌اکنون در باشگاه هلسینگبورگس بازی می‌کند.

## تیم ملی
وی برای تیم ملی فوتبال سوئد نیز ۶ بازی انجام داده است.